# Ali Hassan Mwinyi
Ali Hassan Mwinyi (ur. 8 maja 1925 w Kivure, zm. 29 lutego 2024 w Dar es Salaam) – prezydent Tanzanii w latach 1985-1995.

## Życiorys
Pochodzi z plemienia Sukuma (wschodnia grupa ludów Bantu). Studia o kierunku pedagogicznym ukończył w Wielkiej Brytanii, na uniwersytecie w Durham. Po powrocie do kraju był wykładowcą w Instytucie Pedagogicznym na Zanzibarze. W latach 1963–1964 był stałym sekretarzem w Ministerstwie Oświaty Zanzibaru. Podjął działalność polityczną wstępując do Partii Afroszyrazyjskiej. Z jej ramienia pełnił funkcje ministra zdrowia a później spraw wewnętrznych. Był także ambasadorem Tanzanii w Egipcie. W 1984, uzyskawszy poparcie Partii Rewolucji, został prezydentem Zanzibaru i wiceprezydentem Tanzanii. W okresie od 2 listopada 1985 do 23 listopada 1995 był prezydentem Tanzanii. Po przejściu na emeryturę wycofał się z wszelkiej działalności publicznej. 